# Muhlis Tayfur
Muhlis Tayfur (ur. w 1922 w Erzurum, zm. 21 lipca 2008 w Izmirze) – turecki zapaśnik. Srebrny medalista olimpijski z Londynu.
Walczył w stylu klasycznym, w wadze średniej (do 79 kilogramów). Zawody w 1948 były jego jedynymi igrzyskami olimpijskimi, w których wystąpił. Był również wicemistrzem Europy z 1947 roku.